# Andreaskathedraal (Sint-Petersburg)
De Kathedraal van de Heilige Andreas (Russisch: собор святого апостола Андрея Первозванного) is een Russisch-orthodoxe kathedraal op het Vasiljevski-eiland in Sint-Petersburg. De kathedraal is de laatste barokke kathedraal die gebouwd werd in de stad.

## Geschiedenis
De kathedraal werd ontworpen tijdens het bewind van Peter de Grote als kapittelkerk voor Rusland's eerste ridderorde, de orde van Sint-Andreas. De Zweedse barokarchitect Nicodemus Tessin de Jongere kreeg de opdracht een kerk te ontwerpen die moest herinneren aan de Romeinse Sint-Pietersbasiliek en minstens 130 meter lang moest worden. Tessin ronde het project af in 1725 en overhandigde de tekeningen van de te bouwen kerk, maar met de plotselinge dood van tsaar Peter werd het plan niet uitgevoerd. Twee jaar later liet de Peterburgse stadsarchitect Giuseppe Trezzini een bescheiden houten kathedraal bouwen die op 8 oktober 1732 werd toegewijd aan de Heilige Andreas. De houten kerk was echter al snel te klein voor de groeiende geloofsgemeenschap.
Trezzini ontwierp daarom een stenen kerk die gesticht werd op 2 juli 1740 in de nabijheid van de houten kathedraal. De ruwe bouw van de kerk werd binnen vijf jaar voltooid, maar het werk aan de decoratie van de kerk werd voortgezet tot de kerkwijding in 1760. Hier werden Michail Lomonosov en Vasili Tredjakovski beëdigd als professors van de Russische Academie van Wetenschappen op 30 juli 1745. Dit gebouw, de Kerk van de Heilige Drie Hiërarchen, staat er nog steeds.
Op 4 juli 1761 werd de houten kathedraal door bliksem getroffen en brandde vervolgens af tot de grond. De architect Alexander Whist (1722-1794) werd belast met de opdracht van het ontwerpen van een nieuwe kathedraal van steen. Hoewel de bouw begon op 18 juli 1764, duurde het 22 jaar om de kerk te voltooien. Die vertraging was te wijten aan het instorten van de koepel op 6 augustus 1766, een ramp die leidde tot de arrestatie van de architect. Uiteindelijk werd de vijfkoepelige kathedraal op 21 maart 1780 gewijd.
De klokkentoren, via een refectorium aan de kerk verbonden, werd gebouwd in 1784-1786. Voorheen hingen er tien klokken in de toren, waarvan de grootste 4000 kg woog. De spits van de toren werd in 1850 gewijzigd.

## Sovjet-Unie
Na de Russische revolutie in 1917 namen de bolsjewieken veel waardevolle goederen van de kerk in beslag. Op 24 april 1924 probeerde een opgewonden menigte van honderden gelovigen de iconen te verdedigen. Deze botsing met de leden van het onteigeningscomité leidden tot de overdracht van de kathedraal aan de zogenaamde Levende Kerk, een door de staat geïnitieerde afsplitsing van de Russisch-orthodoxe Kerk die tot doel had de idealen van het christendom en het communisme met elkaar te verenigen. In 1938 werd de kathedraal definitief voor de eredienst gesloten, de priesters werden gearresteerd en de klokken vernietigd. De indrukwekkende iconostase werd echter gerestaureerd, terwijl een 17e-eeuwse icoon met de portretten van patriarch Nikon en tsaar Alexis een plaats kreeg in het Russisch Museum. Tijdens het Beleg van Leningrad werd de koepel voorzien van afweer om de omgeving te beschermen tegen bombardementen. Na de sluiting kreeg de voormalige kathedraal diverse bestemmingen. Sinds 1970 werd er een volkenkundig instituut gevestigd.

## Teruggave
De Andreaskathedraal en de naastgelegen Kerk van de Heilige Drie Hiërarchen werden in 1992 teruggegeven aan de Russisch-orthodoxe Kerk. In 2001 werd voor de kathedraal een obelisk onthuld ter herinnering aan de driehonderdste verjaardag van in ere herstelde Orde van Sint-Andreas.